# Энтерпрайз (тауншип, Миннесота)
Энтерпрайз (англ. Enterprise) — тауншип в округе Джексон, Миннесота, США. На 2000 год его население составило 204 человека.

## География
По данным Бюро переписи населения США площадь тауншипа составляет 93,3 км², из которых 93,2 км² занимает суша, а 0,1 км² — вода (0,14 %).

## Демография
По данным переписи населения 2000 года здесь находились 204 человека, 84 домохозяйства и 64 семьи.  Плотность населения —  2,2 чел./км².  На территории тауншипа расположено 94 постройки со средней плотностью 1,0 построек на один квадратный километр. Расовый состав населения: 100,00 % белых.
Из 84 домохозяйств в 32,1 % воспитывались дети до 18 лет, в 63,1 % проживали супружеские пары, в 6,0 % проживали незамужние женщины и в 23,8 % домохозяйств проживали несемейные люди. 21,4 % домохозяйств состояли из одного человека, при том 8,3 % из — одиноких пожилых людей старше 65 лет. Средний размер домохозяйства — 2,43, а семьи — 2,78 человека.
25,5 % населения — младше 18 лет, 4,9 % — в возрасте от 18 до 24 лет, 27,5 % — от 25 до 44, 18,6 % — от 45 до 64, и 23,5 % — старше 65 лет. Средний возраст — 41 год. На каждые 100 женщин приходилось 114,7 мужчин.  На каждые 100 женщин старше 18 приходилось 120,3 мужчин.
Средний годовой доход домохозяйства составлял 42 917 долларов, а средний годовой доход семьи —  45 750 долларов. Средний доход мужчин —  30 938  долларов, в то время как у женщин — 19 375. Доход на душу населения составил 19 946 долларов. За чертой бедности не находилась ни одна семья и 2,1 % всего населения тауншипа, из которых 4,0 % старше 65 лет.